# Catephia alchymista
Catephia alchymista är en fjärilsart som beskrevs av Ignaz Schiffermüller 1776. Catephia alchymista ingår i släktet Catephia och familjen nattflyn. Inga underarter finns listade i Catalogue of Life.

## Bildgalleri

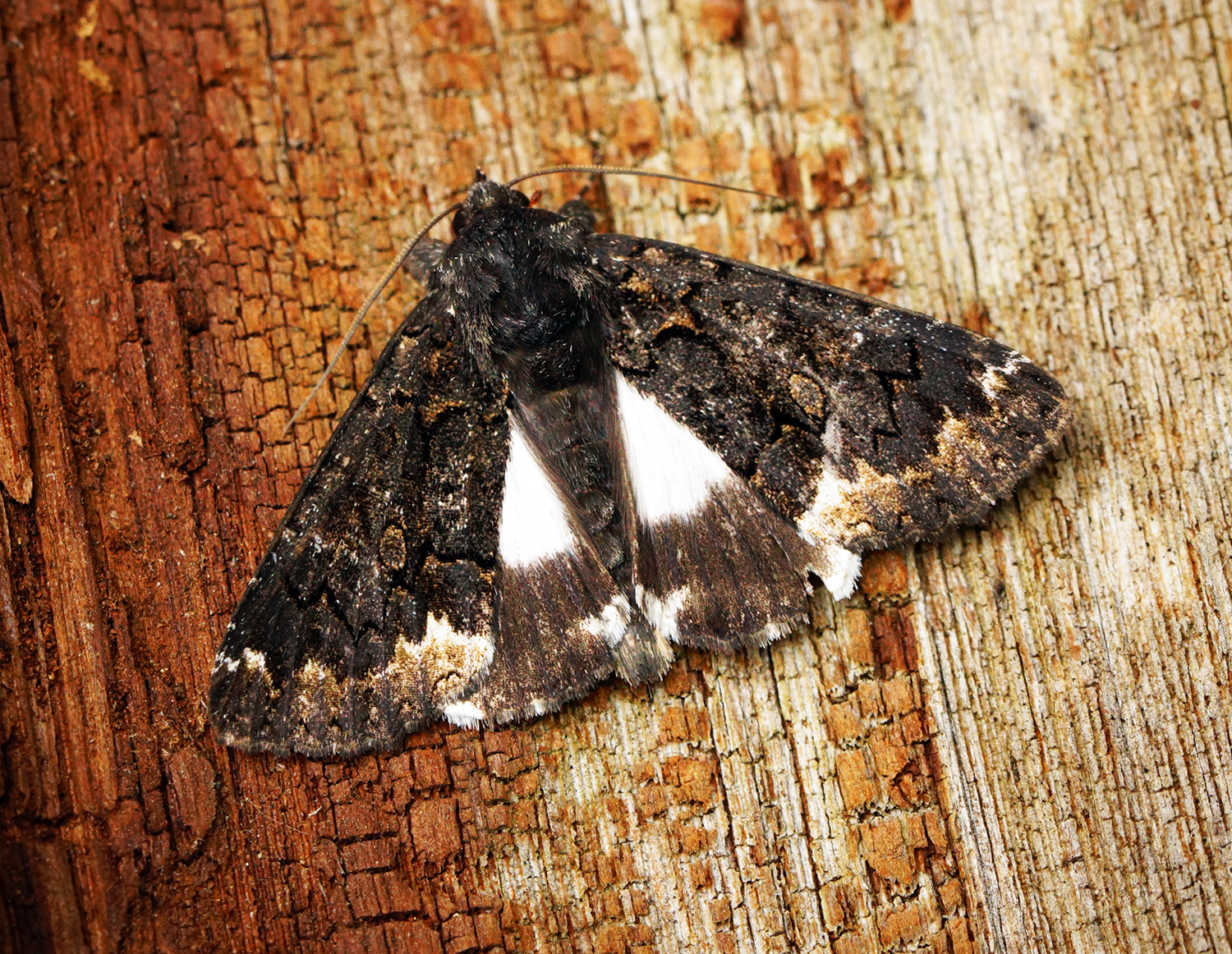
Imago fjäril
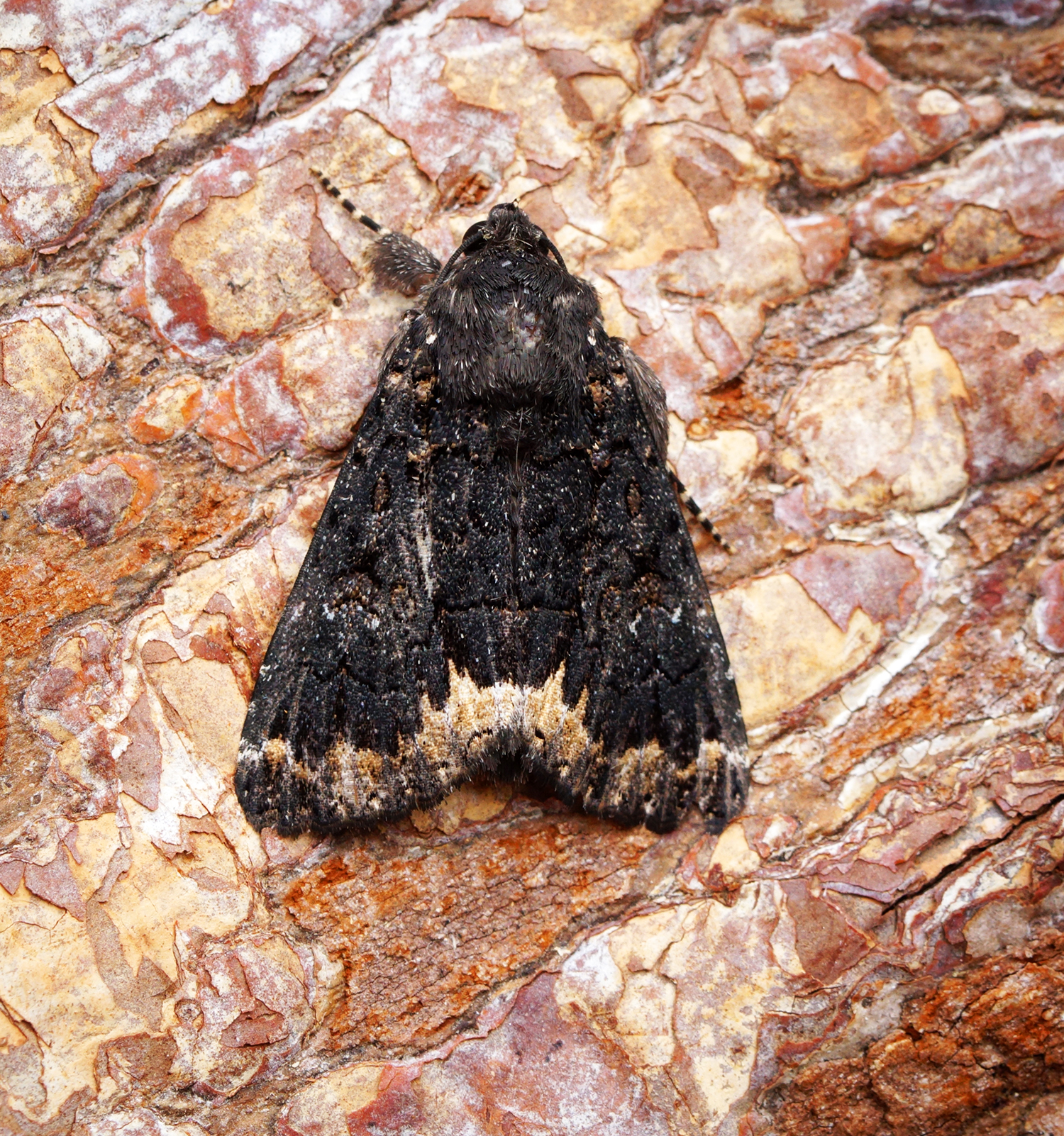
Imago fjäril
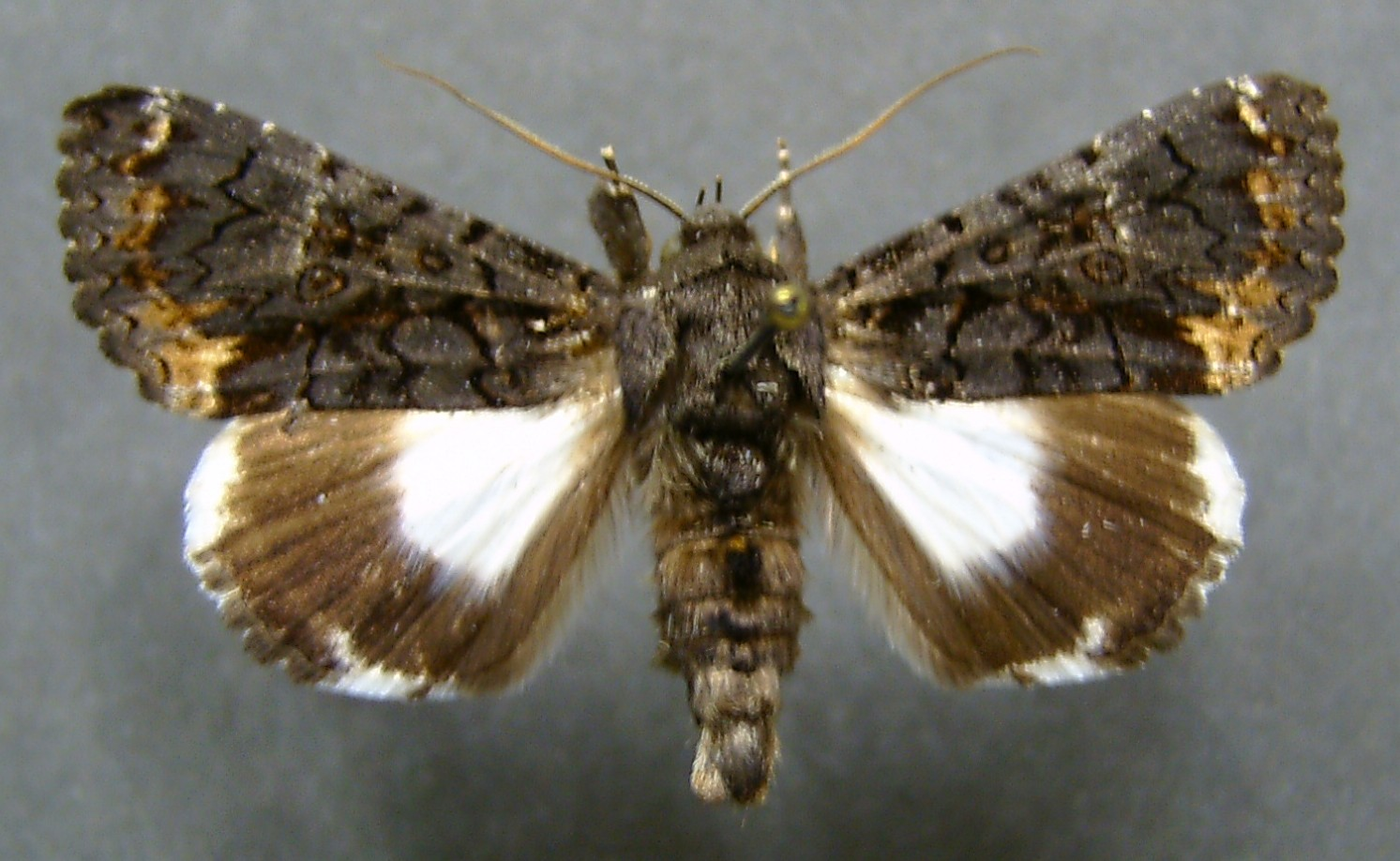
Preparerad (uppnålad) imago fjäril